# Arroyo Guaviyú (Río Cuareim)
Der Arroyo Guaviyú ist ein Fluss im Norden Uruguays.
Er entspringt auf dem Gebiet des Departamento Artigas in der Cuchilla Yacaré Cururú einige Kilometer westsüdwestlich der Departamento-Hauptstadt Artigas und nahe der Ruta 30. Von dort fließt er in nördliche bis nordöstliche Richtung und mündet einige Kilometer nordwestlich von Artigas etwa einen Kilometer flussabwärts von Paso Layado als linksseitiger Nebenfluss in den Río Cuareim.